# 二野町
二野町（ふたのちょう）は、愛知県名古屋市瑞穂区の地名。丁目は設定されていない。住居表示実施地域。

## 地理
名古屋市瑞穂区西端部に位置する。東は堀田通、西は熱田区、南は牛巻町、北は須田町に接する。

## 歴史

### 町名の由来
熱田東町の小字名「二野」による。当地周辺は条里制の遺構が見られることから六野とともに条里制に関係する地名とする説、「札野（ふだの）」の転で他村に料金を支払わせて飼料を採取させる原野を意味するという説がある。

### 行政区画の変遷
- 1931年（昭和6年）2月1日 - 南区熱田東町字竹ヶ鼻・二野および瑞穂町字雁道の各一部により、同区二野町1〜3丁目として成立[1]。
- 1937年（昭和12年）10月1日 - 行政区の変更に伴い、昭和区二野町となる[5]。
- 1944年（昭和19年）2月11日 - 行政区の変更に伴い、瑞穂区二野町となる[5]。
- 1970年（昭和45年）10月21日 - 二野町1〜3丁目および堀田通3〜4丁目・六野町の各一部により、住居表示を実施[6]。一部が牛巻町に編入される[5]。

## 世帯数と人口
2019年（平成31年）3月1日現在の世帯数と人口は以下の通りである。
| 町丁   | 世帯数 | 人口 |
| ------ | ------ | ---- |
| 二野町 | 31世帯 | 38人 |

### 人口の変遷
国勢調査による人口の推移
| 1950年（昭和25年） | 74人 | [ 7 ]     |  |
| 1955年（昭和30年） | 80人 | [ 7 ]     |  |
| 1960年（昭和35年） | 64人 | [ 8 ]     |  |
| 1965年（昭和40年） | 57人 | [ 8 ]     |  |
| 1970年（昭和45年） | 36人 | [ 9 ]     |  |
| 1975年（昭和50年） | 54人 | [ 9 ]     |  |
| 1980年（昭和55年） | 25人 | [ 10 ]    |  |
| 1985年（昭和60年） | 32人 | [ 10 ]    |  |
| 1990年（平成2年）  | 42人 | [ 11 ]    |  |
| 1995年（平成7年）  | 46人 | [ 12 ]    |  |
| 2000年（平成12年） | 33人 | [ WEB 6 ] |  |
| 2005年（平成17年） | 57人 | [ WEB 7 ] |  |
| 2010年（平成22年） | 47人 | [ WEB 8 ] |  |

## 学区
市立小・中学校に通う場合、学校等は以下の通りとなる。また、公立高等学校に通う場合の学区は以下の通りとなる。なお、小学校は学校選択制度を導入しておらず、番毎で各学校に指定されている。
| 小学校                                    | 中学校                   | 高等学校 |
| ----------------------------------------- | ------------------------ | -------- |
| 名古屋市立御劔小学校 名古屋市立高田小学校 | 名古屋市立瑞穂ヶ丘中学校 | 尾張学区 |

## 施設
- 日本ガイシ[2]
- マツダオート[2]
- 愛知時計電機[2]
- 興和工業所[2]
- 名古屋市瑞穂環境事業所[2]
- 名古屋市公害対策局公害監視センター[2]

## その他

### 日本郵便
- 郵便番号 : 467-0861[WEB 3]（集配局：瑞穂郵便局[WEB 11]）。

### WEB
1. ↑  “愛知県名古屋市瑞穂区の町丁・字一覧”.   人口統計ラボ. 2019年3月21日閲覧。
2. 1 2  “町・丁目(大字)別、年齢(10歳階級)別公簿人口(全市・区別)”.   名古屋市 (2019年3月20日). 2019年3月21日閲覧。
3. 1 2  “郵便番号”.  日本郵便. 2019年3月17日閲覧。
4. ↑  “市外局番の一覧”.   総務省. 2019年1月6日閲覧。
5. ↑  名古屋市役所市民経済局地域振興部住民課町名表示係 (2015年2月10日). “瑞穂区の町名一覧”.   名古屋市. 2015年10月8日閲覧。
6. ↑  名古屋市役所総務局企画部統計課統計係 (2005年7月1日). “（刊行物）名古屋の町(大字)・丁目別人口 (平成12年国勢調査) (8)瑞穂区(第1表から第3表)” (XLS). 2015年10月15日閲覧。
7. ↑  名古屋市役所総務局企画部統計課統計係 (2007年6月27日). “（刊行物）名古屋の町(大字)・丁目別人口 (平成17年国勢調査) (8)瑞穂区(第1表から第3表）” (XLS). 2015年10月15日閲覧。
8. ↑  名古屋市役所総務局企画部統計課統計係 (2012年4月22日). “（刊行物）名古屋の町(大字)・丁目別人口 (平成22年国勢調査) (8)瑞穂区(第1表から第3表）” (XLS). 2015年10月15日閲覧。
9. ↑  “市立小・中学校の通学区域一覧”.   名古屋市 (2018年11月10日). 2019年1月14日閲覧。
10. ↑  “平成29年度以降の愛知県公立高等学校（全日制課程）入学者選抜における通学区域並びに群及びグループ分け案について”.   愛知県教育委員会 (2015年2月16日). 2019年1月14日閲覧。
11. ↑  “郵便番号簿 平成29年度版” (PDF).   日本郵便. 2019年3月21日閲覧。

### 書籍
1. 1 2  瑞穂区制施行50周年記念事業実行委員会 1994, p. 613.
2. 1 2 3 4 5 6 7 8  「角川日本地名大辞典」編纂委員会 1989, p. 1521.
3. ↑  名古屋市計画局 1992, p. 397.
4. 1 2  木全秀視 2007, p. 66.
5. 1 2 3  名古屋市計画局 1992, p. 807.
6. ↑  瑞穂区制施行50周年記念事業実行委員会 1994, p. 617.
7. 1 2  名古屋市総務局企画室統計課 1957, p. 84・85.
8. 1 2  名古屋市総務局企画部統計課 1967, p. 77・78.
9. 1 2  名古屋市総務局統計課 1977, p. 52.
10. 1 2  名古屋市総務局統計課 1986, p. 73.
11. ↑  名古屋市総務局企画部統計課 1991, p. 44.
12. ↑  名古屋市総務局企画部統計課 1996, p. 113.

### 統計資料
- 名古屋市総務局企画室統計課 編『昭和31年版 名古屋市統計年鑑』名古屋市、1957年。
- 名古屋市総務局企画部統計課 編『昭和41年版 名古屋市統計年鑑』名古屋市、1967年。
- 名古屋市総務局統計課 編『昭和51年版 名古屋市統計年鑑』名古屋市、1977年。
- 名古屋市総務局統計課 編『昭和60年国勢調査 名古屋の町・丁目別人口（昭和60年10月1日現在）』名古屋市役所、1986年。
- 名古屋市総務局企画部統計課 編『平成2年国勢調査 名古屋の町（大字）別・年齢別人口（平成2年10月1日現在）』名古屋市役所、1994年。
- 名古屋市総務局企画部統計課 編『平成7年国勢調査 名古屋の町（大字）・丁目別人口（平成7年10月1日現在）』名古屋市役所、1996年。